# Carl Snoilsky
Carl Johan Gustaf Snoilsky (Stoccolma, 8 settembre 1841 – Stoccolma, 19 maggio 1903) è stato un poeta svedese.

## Biografia
Fino al 1879 seguì la carriera diplomatica, dal 1890 fino alla morte ebbe l'incarico di gestire la direzione della Biblioteca reale di Stoccolma. Fu un grande ammiratore di Giuseppe Garibaldi tanto che appoggiò il risorgimento italiano e polacco con i suoi scritti.
Nel 1861 scrisse le Poesie minime, in seguito si ricordano le Immagini italiane del 1865, i Poemi del 1869, i Sonetti del 1871,  le Poesie nuove del 1881 e le Immagini svedesi del 1886.